# Evermannella
Evermannella (Fowler, 1901) è un genere di pesci abissali appartenenti alla famiglia Evermannellidae.

## Distribuzione e habitat
Il genere ha distribuzione cosmopolita. Nel mar Mediterraneo è presente E. balbo.
Sono pesci mesopelagici.

## Descrizione
Hanno due pinne dorsali di cui la seconda è adiposa e pinna anale lunga. La bocca è grande, armata di denti lunghi e acuminati. Sono privi di scaglie. Gli occhi sono tubulari.
Sono pesci di piccola taglia, il massimo supera di poco la decina di cm.

## Biologia
Poco nota.

### Alimentazione
Sono predatori.

## Tassonomia
Il genere comprende 5 specie:
- Evermannella ahlstromi
- Evermannella balbo
- Evermannella indica
- Evermannella megalops
- Evermannella melanoderma